# Miniatura (malířství)

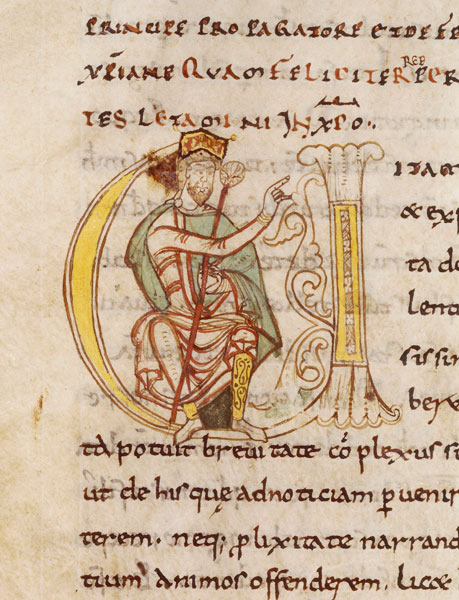
Karel Veliký (Eginhardi vita, 11. stol., Paříž)

Miniatura znamená drobný obrázek, původně ve středověkém knižním malířství jako ilustrace v rukopisu, od 16. století jako samostatné malé obrázky a medailony, nejčastěji portréty.

## Původ slova
Slovo miniatura, původně „to, co se má vybarvit červeně“, je odvozené od slovesa minio, „kreslit červeně“, podle olovnatého červeného barviva zvaného minium podle řeky Minius, dnešní Minho. Podobně je slovo rubrika od rubrum, červeně. Písaři rukopisů vynechávali místo pro iniciály, které se psaly ozdobným písmem a červeným inkoustem. Ještě první tiskaři v 15. století vynechávali místo pro začáteční písmena knih a kapitol, kam se pak ručně malovaly většinou červené iniciály. Do těchto iniciál se už v raném středověku malovaly různé ozdoby, ornamenty a výjevy – miniatury.

## Knižní miniatury

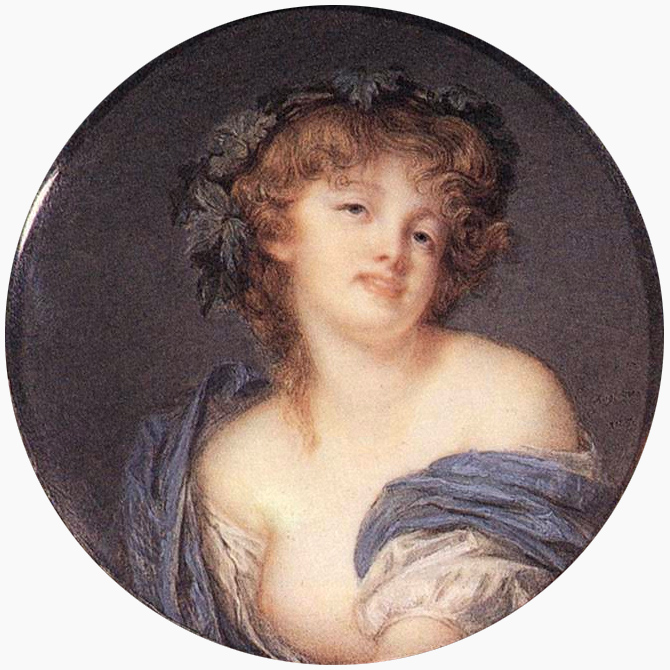
J.-B. Augustin: Bacchantka (Medailon, 1799)

Miniatury se malovaly krycími temperovými barvami na pergamen, a to až po napsání rukopisu. Pozadí bývalo někdy i zlacené.
Nejstarší miniatury pozdní antiky a raného středověku jsou celostránkové obrázky a ilustrace, většinou v biblích nebo bohoslužebných knihách. Později převládají ornamentální iniciály jen s jednotlivými postavami, až v pozdním středověku se i v knižních miniaturách opět objevují celé výjevy a krajiny.

## Medailony
S rozšířením knihtisku v 16. století knižní miniatury zanikají, v téže době však vzniká jiný typ miniatur, teď už výhradně ve smyslu „malých obrazů“. Jsou to většinou portréty, kruhové, elipsovité nebo čtverhranné, malované na dřevě, na kovu, na skle a později i na porcelánu. Velké oblibě se miniatury těšily v 16. století a pak opět v 18. a 19. století, než je vytlačily fotografie.

## Orientální miniatury
Miniatury byly velmi oblíbeny také v Asii, zejména v Indii, Persii a Osmanské říši, kde rovněž doprovázejí rukopisy. Velmi známé jsou perské miniatury, vzniklé v dnešním Íránu a Střední Asii především v období 12.-18. století. Nejvíce se cení miniatury z doby dynastie Sáfíjovců v 16. a 17. století. V Indii vznikaly v 16.-19. století miniatury zobrazující dvorský život panovníků nebo výjevy z hinduistické mytologie. Časem se v Indii utvořilo několik škol miniatur. Nejznámější je škola mughalská, spojená se dvorem mughalských panovníků v Dillí a Ágře, vynikající úroveň však měly i regionální školy miniatur, především u dvorů rádžputských a kašmírských rádžů. Známé jsou i kángerské miniatury, hodně ovlivněné mughalskými vzory, naproti tomu miniatury mévarské a bašolské čerpají ze starších tradic indického malířství.

## Sběratelství miniatur
Tak jako se sbírají obrazy či jiná umělecká díla, jsou i mnozí sběratelé miniatur. V roce 1971 byla na aukci vydražena miniatura portrétu od Isaaca Olivera za 65 000 liber.

## Středověké miniatury

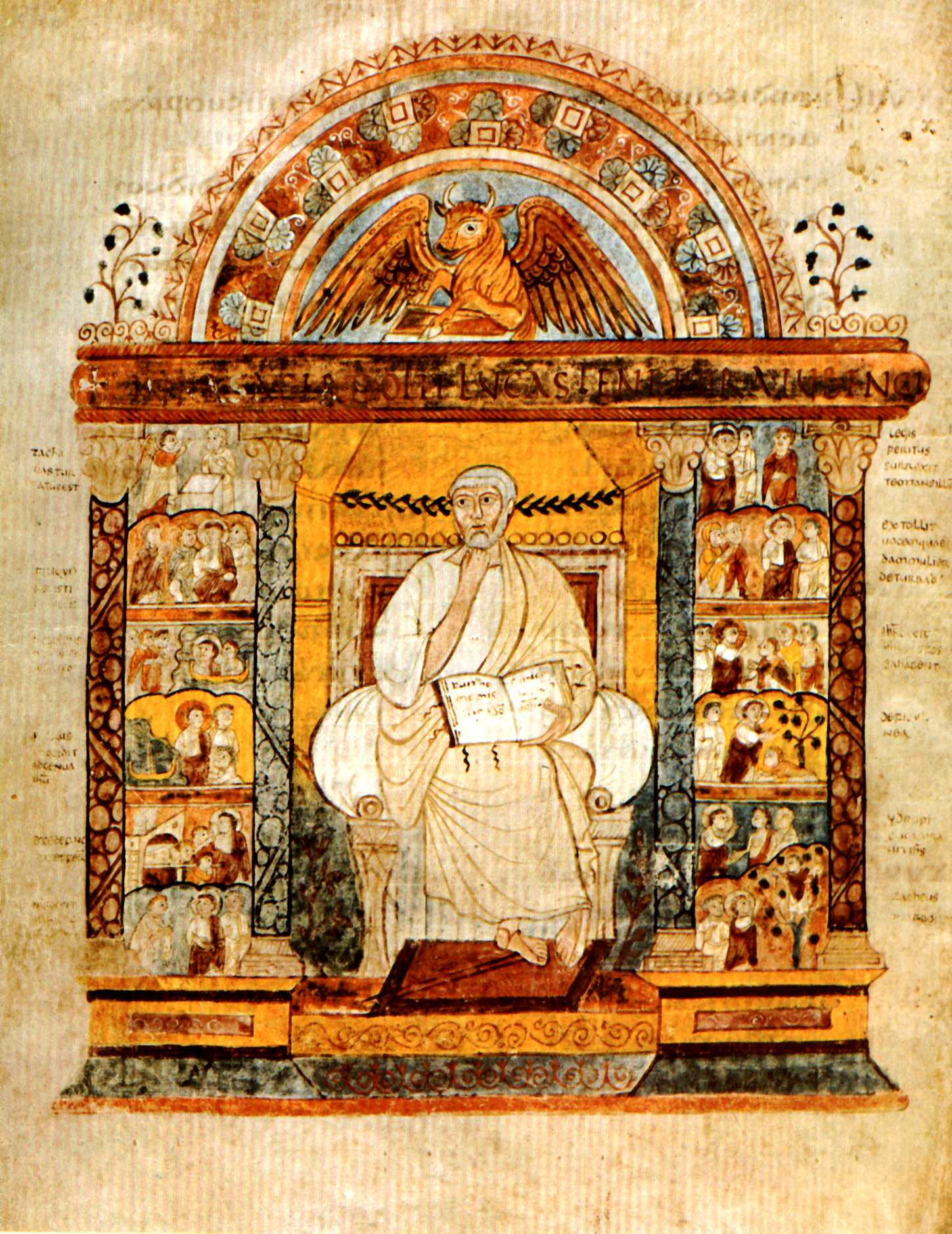
Svatý Lukáš  (Evangeliář sv. Augustina, 6. stol, Itálie; dnes v cambridge)
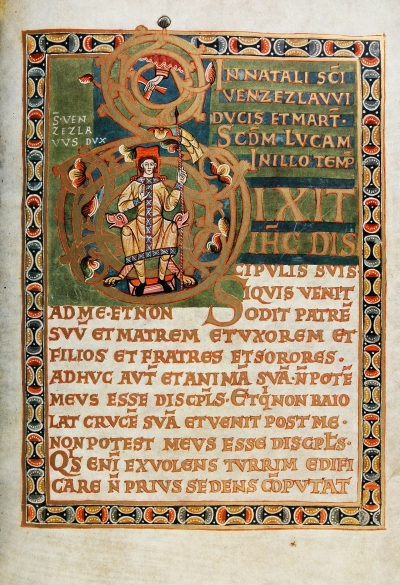
Sv. Václav  (Kodex Vyšehradský, kolem 1080)
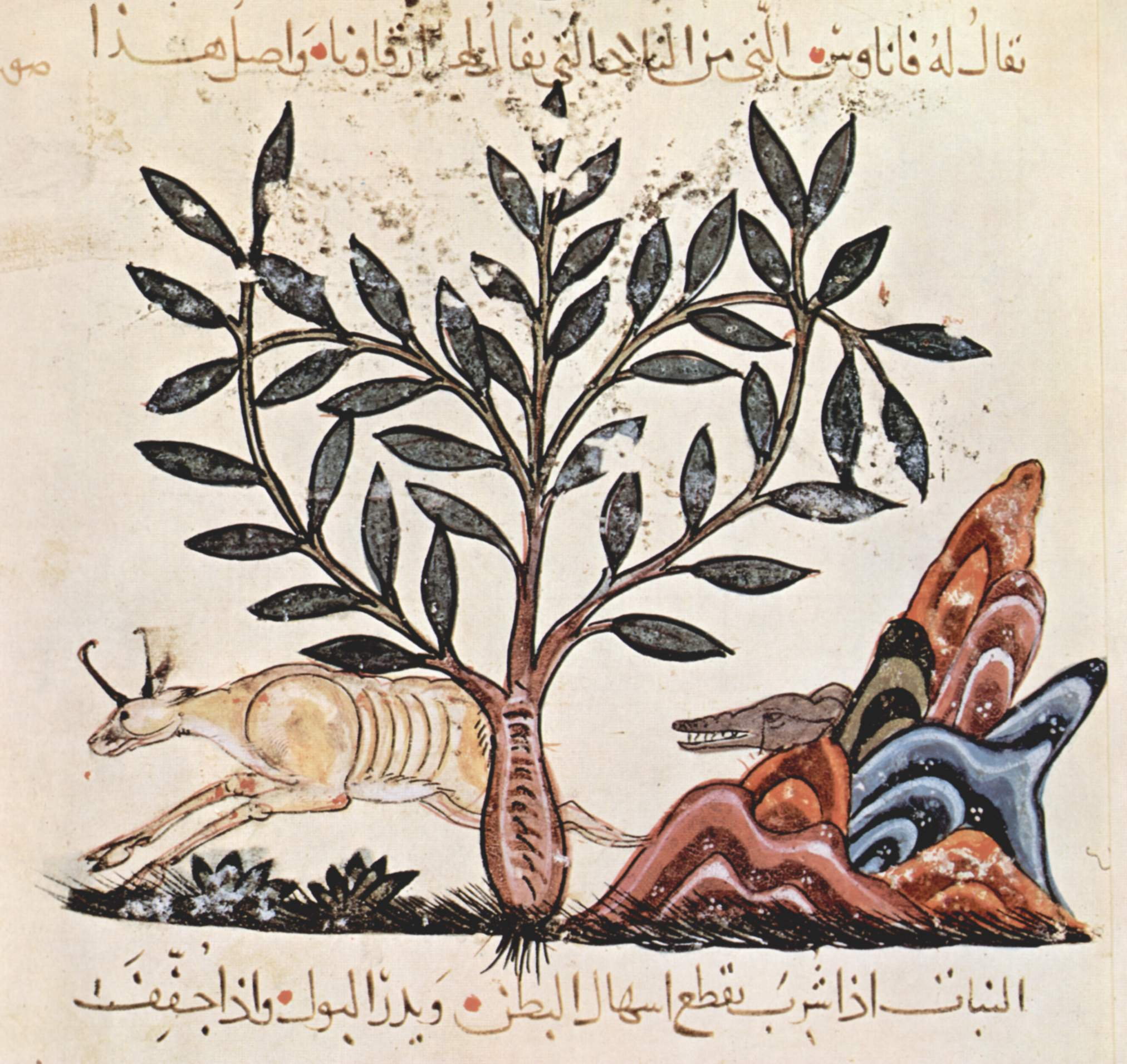
Dioskuridés, Bylinář  (Irák, 13. stol.)
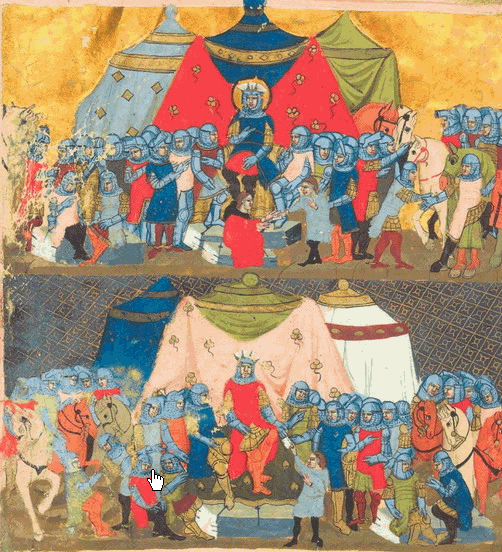
Vojenské ležení  (Dalimilova kronika, kolem 1330)
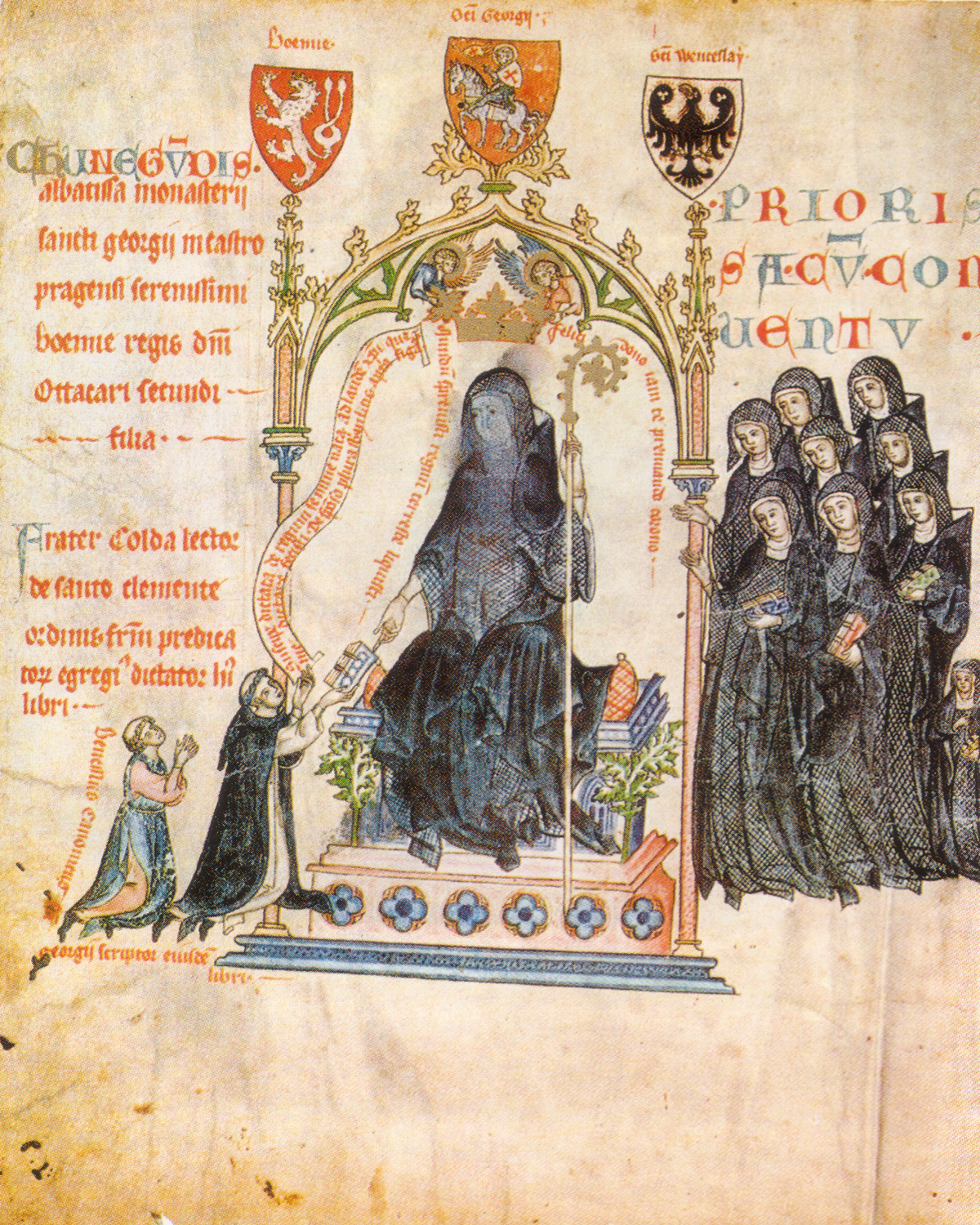
Abatyše Kunhuta  (Kolem 1310)
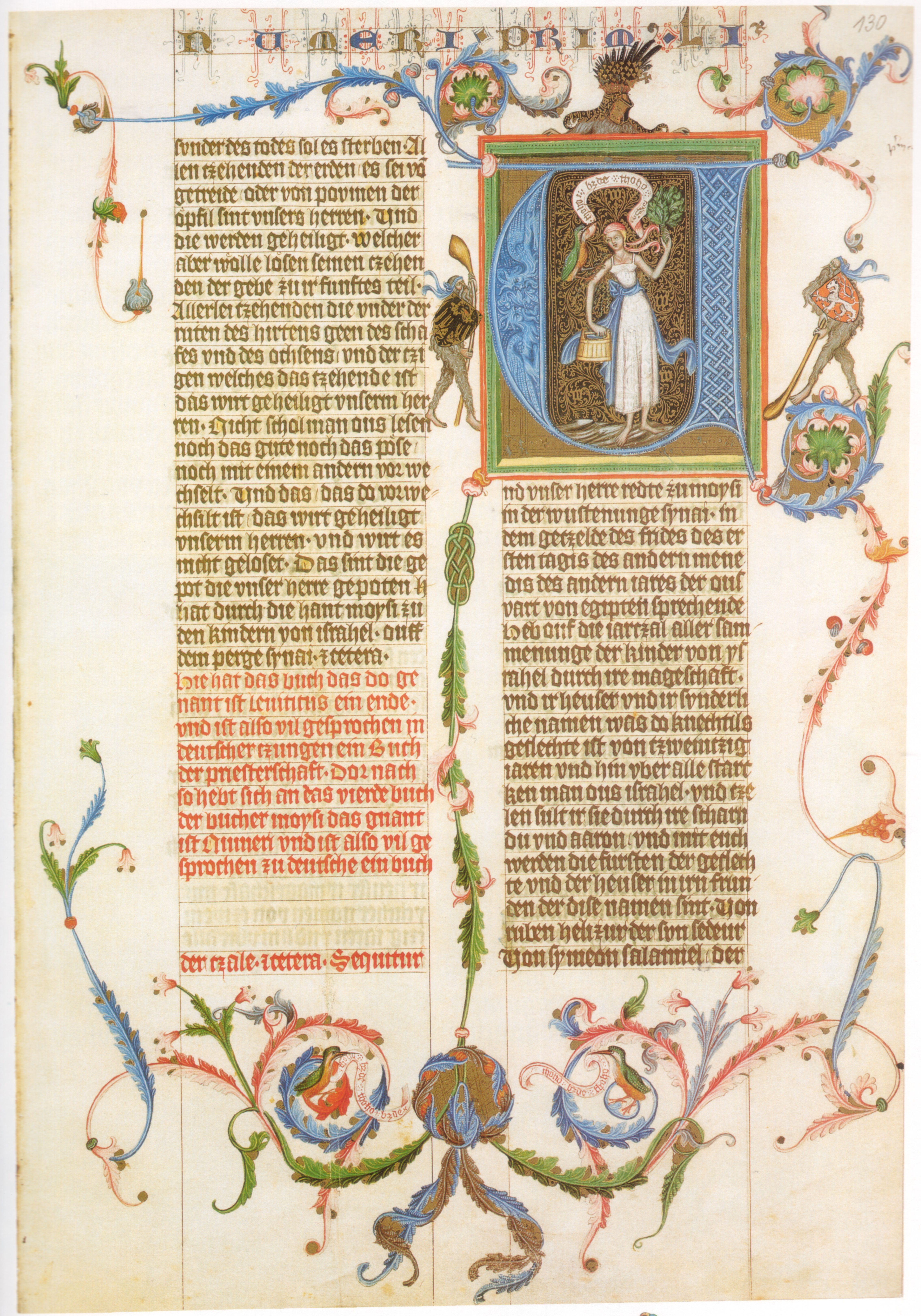
Bible Václava IV.  (Vídeň, 1400)